# Freeburg (Illinois)
Freeburg es una villa ubicada en el condado de St. Clair en el estado estadounidense de Illinois. En el Censo de 2010 tenía una población de 4354 habitantes y una densidad poblacional de 239,2 personas por km².

## Geografía
Freeburg se encuentra ubicada en las coordenadas 38°26′25″N 89°55′00″O / 38.44028, -89.91667. Según la Oficina del Censo de los Estados Unidos, Freeburg tiene una superficie total de 18.2 km², de la cual 17.54 km² corresponden a tierra firme y (3.63%) 0.66 km² es agua.

## Demografía
Según el censo de 2010, había 4354 personas residiendo en Freeburg. La densidad de población era de 239,2 hab./km². De los 4354 habitantes, Freeburg estaba compuesto por el 97.77% blancos, el 0.39% eran afroamericanos, el 0.34% eran amerindios, el 0.25% eran asiáticos, el 0.14% eran isleños del Pacífico, el 0.25% eran de otras razas y el 0.85% pertenecían a dos o más razas. Del total de la población el 1.08% eran hispanos o latinos de cualquier raza.